# 아프리카 총독부
아프리카 총독부는 585-590년 사이 아프리카 일대의 통치를 위해 세워진 동로마 제국의 총독부이다.
주도는 카르타고이다.